# مقاطعة بل دشت
مقاطعة بل دشت (بالفارسية: شهرستان پلدشت) هي إحدى مقاطعات محافظة أذربيجان الغربية في إيران. كان عدد سكان المقاطعة سنة 2006 حوالي 38,586 نسمة.